# Ângulo da mandíbula
O ângulo da mandíbula é uma região anatômica localizada entre a margem inferior do ramo da mandíbula e a superfície posterior do corpo da mandíbula.
No ângulo da mandíbula se insere o músculo masseter, pela vestibular. Pela mesial, insere-se o músculo pterigóide medial. Ambos os músculos formam um "V", sendo que o ângulo e ramo da mandíbula ficam entre estes dois músculos.